# Дмитриевка (Павлодарская область)
Дмитриевка (каз. Дмитриевка) — село в Успенском районе Павлодарской области Казахстана. Входит в состав Конырозекского сельского округа. Код КАТО — 556453200.

## История
Село было основано в 1907 году. Его первым жителем был Дмитрий Могила, в честь которого село получило название Дмитриевка. Весной 1908 года сюда приехали первые переселенцы из Украины. Сразу после их приезда в селе была построена деревянная церковь. В 1910 году каждой семье был выделен участок земли — отруб (землю делили только на мужчин), и за год в селе появилось около 80 дворов. После 1920 года в селе было уже более 200 дворов.
В 1929 году начали образовываться колхозы. В селе был создан колхоз «Красный луч», который не просуществовал и года. В 1930 году был образован новый колхоз «Новый быт». В 1933 году в селе открылась Дмитриевская начальная школа, затем она была реорганизована в восьмилетнюю — новая школа начала работать в 1966 году. В 1950 году произошло укрупнение колхозов — объединили колхоз «Новый быт» (село Дмитриевка), «Новое село» (село Журавлёвка), «Красная дружина» (село Дружковка) и имени Куйбышева (село Угловое) в один колхоз имени Куйбышева с центром в селе Дмитриевка.
В годы войны в селе появилось радио. В 1951 году в село было проведено электричество. В 1954 году в Дмитриевку начали приезжать первоцелинники.

## Население
В 1999 году население села составляло 503 человека (246 мужчин и 257 женщин). По данным переписи 2009 года, в селе проживало 246 человек (122 мужчины и 124 женщины).